# 吴恺
吴恺（1917年—2000年），原名吴宝丰，男，天津人，中华人民共和国军事人物，中国人民解放军少将，曾任中国人民解放军空军军训部部长。